# Жълт бряг
Жълт бряг е село в Югоизточна България. То се намира в община Твърдица, област Сливен.

## География
Село Жълт бряг се намира в планински район.